# Justizanstalt Garsten

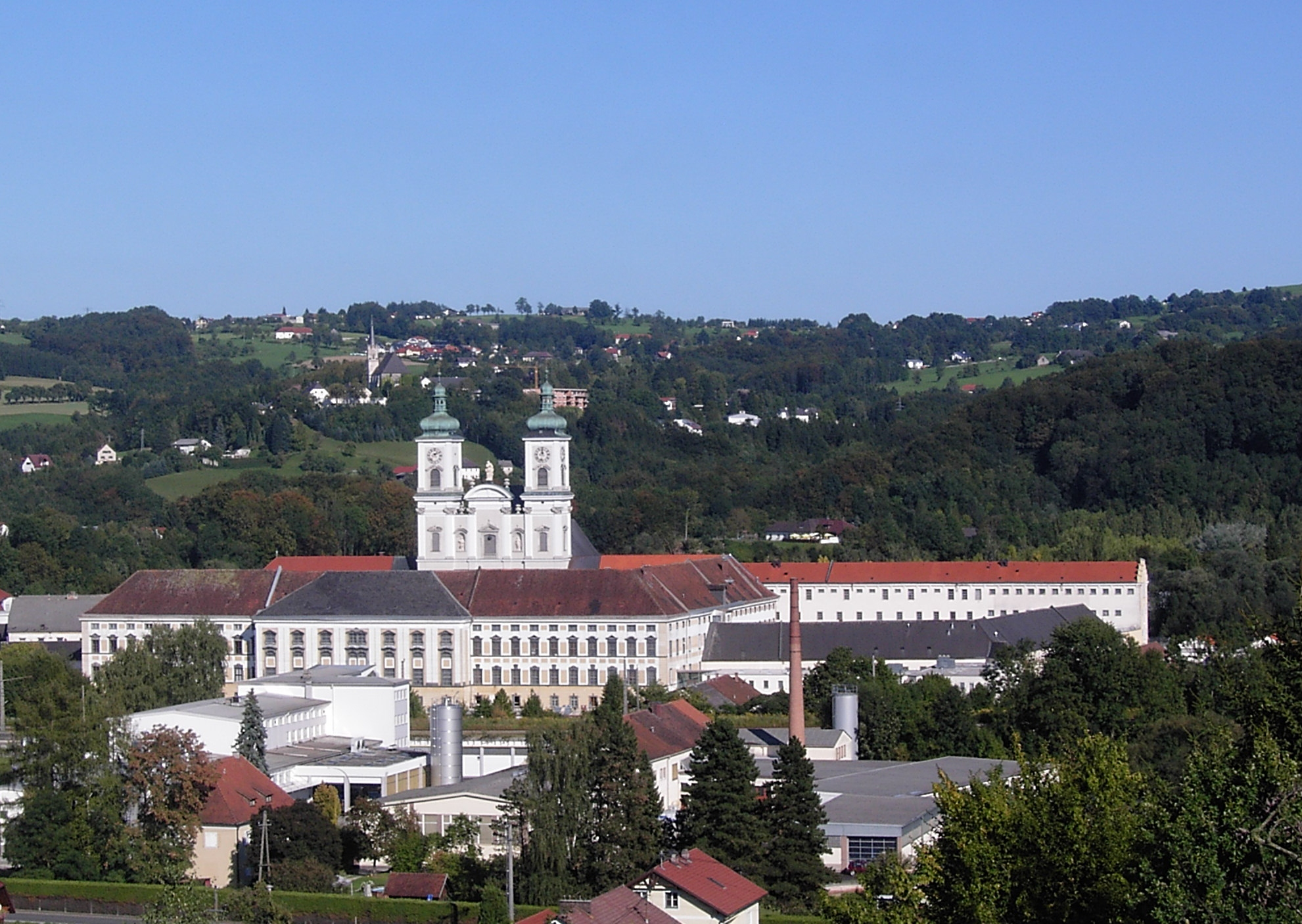
Außenansicht Justizanstalt Garsten

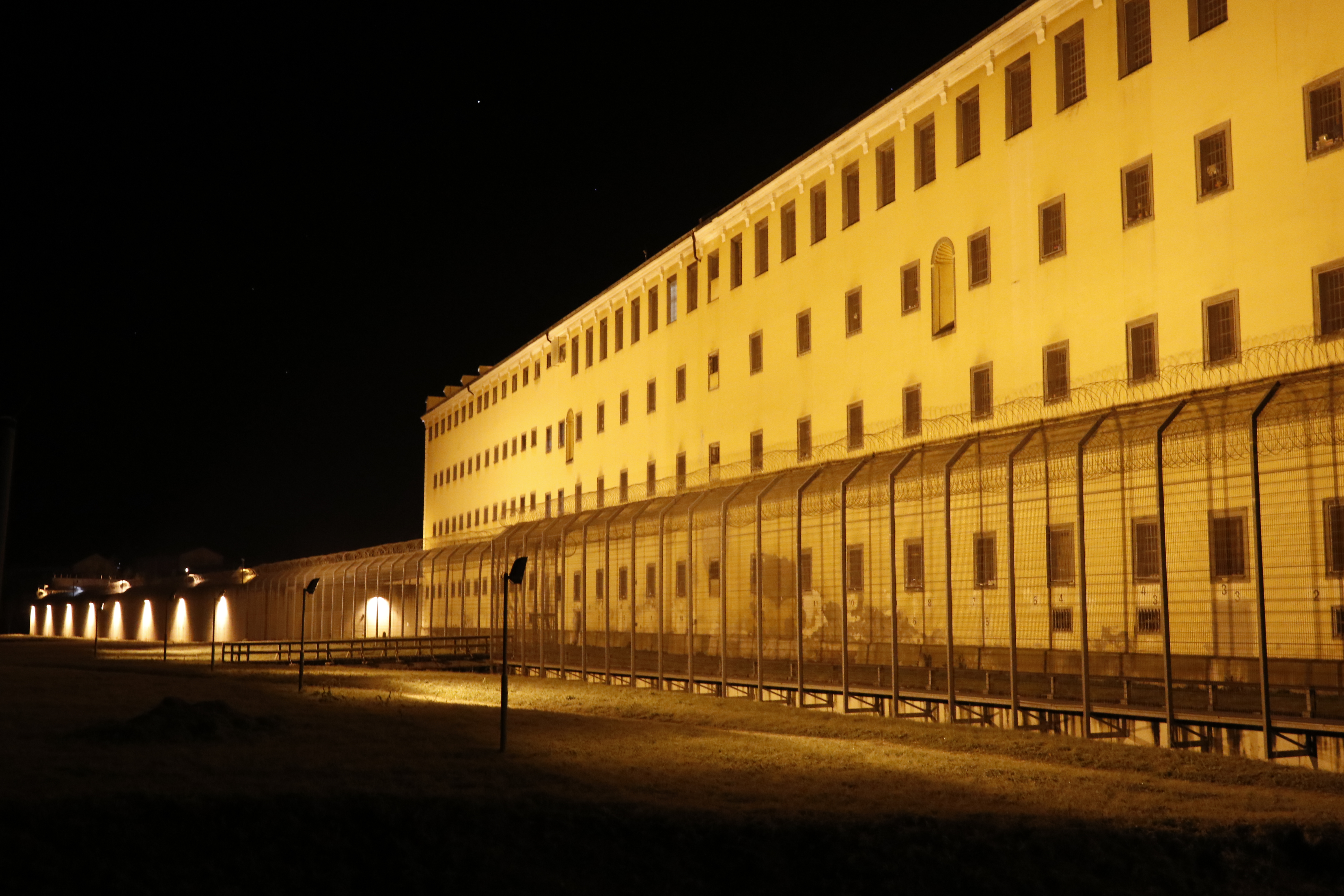
Die Justizanstalt bei Nacht

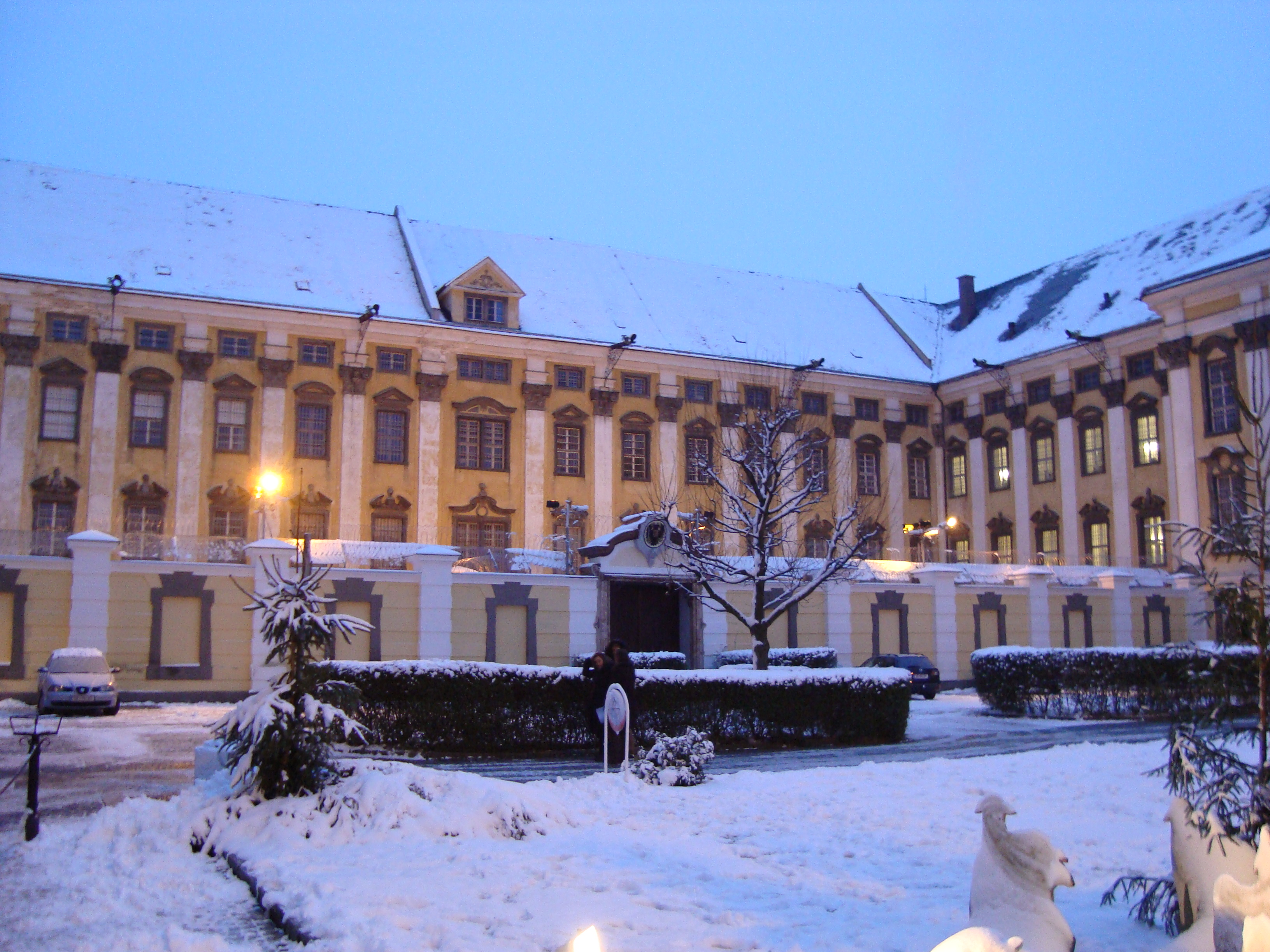
Innenhof der Justizanstalt Garsten

Die Justizanstalt Garsten ist eine österreichische Strafvollzugsanstalt in Garsten in Oberösterreich. Als Strafvollzugsanstalt ist das Gefängnis für die Aufnahme von Straftätern mit Haftstrafen von über 18 Monaten bis lebenslang ausgelegt. Die Anstalt befindet sich zum größten Teil in den ehemaligen Gebäuden des Stifts Garsten, eines ehemaligen Benediktinerklosters. Sie gehört zu den drei Justizanstalten Österreichs, in denen langstrafige Haftstrafen an männlichen Insassen vollzogen werden (die anderen beiden sind Graz-Karlau und Stein).

## Konzeption
Die Justizanstalt verfügt derzeit über eine Aufnahmefähigkeit von 360 Häftlingen. Auf diese Planhaftplätze kamen am Stichtag 30. August 2007 395 Gefangene, womit die Anstalt eine Auslastung von 109,72 % erreichte. Davon besaßen zum 1. Juni 2007 genau 141 Gefangene (34,39 % des Gesamtbelags) nicht die österreichische Staatsbürgerschaft. Durchschnittlich gehen etwa 80 % der Insassen einer regelmäßigen Arbeit in einem von 17 Betrieben innerhalb der Justizanstalt oder in externen Betrieben nach.
Auch Häftlinge des Maßnahmenvollzugs gegen zurechnungsfähige, geistig abnorme Rechtsbrecher können in einer eigenen, auf 42 Haftplätze ausgelegten, Maßnahmenabteilung des Gefängnisses untergebracht werden. Am 1. Jänner 2010 waren 64 männliche zurechnungsfähige geistig abnorme Rechtsbrecher in der Justizanstalt Garsten untergebracht. Zusätzlich zu den Haftplätzen in der Maßnahmenabteilung sind diese auch in anderen Abteilungen der Strafvollzugsanstalt inhaftiert.
Die Justizanstalt gilt als eine der sichersten in Österreich. Laut Bericht des Bundesministeriums für Justiz gab es zwischen 2000 und 2006 gerade einmal einen Fluchtversuch aus der Anstalt. Im Jahr 2005 verfügte die Anstalt über 84 Überwachungskameras und etwa 60 Justizwachebeamten, die für die Sicherheit innerhalb des Gefängnisses verantwortlich sind.
Im Jahr 2005 verbüßten unter anderem 40 Straftäter, die zu einer Freiheitsstrafe auf Lebensdauer verurteilt wurden, sowie 100 Häftlinge mit einer Strafzeit zwischen 10 und 20 Jahren ihre Freiheitsstrafe in der Justizanstalt Garsten. Etwa 20 Personen wurden als so gefährlich eingestuft, dass sie sich nur unter Bewachung in der Anstalt bewegen dürfen. Für diese Insassen wurde eine besonders gesicherte Abteilung mit doppelt gesperrten Hafträumen eingerichtet.
Zusätzlich zu den normalen Haftabteilungen und der Maßnahmenabteilung existiert in der Justizanstalt Garsten eine spezielle „drogenfreie Zone“ – offiziell „Substanzenfreie Abteilung“ genannt –, in der besonders restriktive Vorschriften bezüglich des Umgangs mit Suchtmitteln gelten. Diese auch in baulicher Sicht von der übrigen Justizanstalt getrennte Zone beinhaltet 33 Haftplätze. Außerdem stehen in der geschlossenen Abteilung des Krankenhauses Steyr drei Betten für Häftlinge der Justizanstalt Garsten zur Verfügung.

### Außenstelle Steyr
Seit 13. April 2010 wird die bis dahin selbständige Justizanstalt Steyr als Außenstelle von Garsten betrieben. Dort sind Freigänger und Insassen im gelockerten Vollzug untergebracht.

## Geschichte
Das Gebäude der Justizanstalt ist zum größten Teil der Komplex des ehemaligen Garstener Stifts. Dieses wurde im Jahr 1082 von Ottokar I. als Chorherrenstift gegründet und von dessen Nachfolger, Ottokar II. in ein Benediktinerkloster umgewandelt. Im Jahr 1787 wurde das Kloster schließlich aufgelassen, die Klosterkirche zur Pfarrkirche von Garsten umgewandelt und das Inventar verkauft. Während manche Teile des Gebäudekomplexes verkauft wurden, blieben andere weitestgehend unbenützt und verfielen so mit der Zeit.
Im Jahr 1850 erwarb der Staat die Gebäude des Stifts Garsten und richtete ein Jahr darauf nach dem Wegfall des Provinzialstrafhauses Linz in den Gemäuern das k.u.k. Provinzialstrafhaus Garsten ein. Ab dem Jahr 1856 unterstand die Leitung des Strafhauses den Barmherzigen Schwestern, die aber bereits 1866 wieder abgezogen und durch eine staatliche Verwaltung ersetzt wurden. Die Leitung des Vollzugs hatte 1857–1866 Carl Santner, der in Zusammenarbeit mit dem Häftling Robert Führer intensive musikalische Aktivitäten organisierte.
In den 1930er Jahren oblag die Leitung der Strafanstalt Ludwig Bernegger, Polizeioberkommissär der Polizeidirektion Linz, der 1938 unmittelbar nach dem Anschluss Österreichs von der SS ermordet wurde. Zwischen 1938 und 1945 waren auch Gegner und Verfolgte des NS-Regimes in Garsten inhaftiert. Unter ihnen waren Kommunisten, Priester, Deserteure, Juden, Zeugen Jehovas, Homosexuelle, Sozialdemokraten und Christlich-Soziale. Die Gefangenen wurden als billige Zwangsarbeiter für Steyr Daimler Puch, den Luftschutzbunkerbau und den Kraftwerksbau in Ternberg eingesetzt. Seit 2018 erinnern zwei Gedenktafeln in der Justizanstalt Garsten an diese Opfer.
Im August 1947 ermordete ein aus Garsten entflohener Häftling zwei Gendarmen in der Steiermark, ehe er in Kärnten verhaftet wurde. Im Mai 1995 gelang dem Terroristen Tawfik Ben Ahmed Chaovali kurzzeitig die Flucht aus der Haftanstalt.
Im Jahr 2006 wurde eine größere Sanierung des Besucherbereichs fertiggestellt, während die anderen Räumlichkeiten der Anstalt kontinuierlich renoviert wurden und werden. Mit der Fertigstellung einer neuen Werkhalle sowie der Sanierung bestehender Gebäudeteile im ersten Quartal 2008 wurden die Arbeitsmöglichkeiten innerhalb der Anstalt erheblich verbessert und ausgeweitet.
Einer der seltenen Ausbrüche aus der Justizanstalt gelang in der Nacht zum 28. Juni 2019 zwei Insassen, die ein Loch in ihre Zellendecke gekratzt und über dieses zunächst auf einen Dachboden und anschließend abgeseilt über die Außenmauer in die Freiheit gelangen konnten. Mehr als zweieinhalb Monate später, am 18. September 2019, konnten die beiden geflüchteten Insassen in Wien verhaftet werden. Als Reaktion auf den Ausbruch wurde am 11. September eine unangekündigte Großrazzia in der Justizanstalt durchgeführt, bei der von der Justizwache 45 verbotene Gegenstände beschlagnahmt werden konnten.